# Teruo Hayashi
Teruo Hayashi (林 輝男, Hayashi Teruo)(Nara, 21 de outubro de 1924 — Osaca, 24 de setembro de 2004) foi um mestre japonês de caratê e kobudo. Como contribuições mais expressivas para as artes marciais japonesas, ele deixou criados uma escola do estilo Shito-ryu, denominada Hayashi-ha shito-ryu, e um estilo de kobudo chamado Kenshin-ryu. Além disso, foi presidente da Conselho de Arbitragem da Federação Mundial de Caratê.

## Biografia
Teruo Hayashi nasceu em 21 de outubro de 1924, na cidade japonesa de Nara, localizada próximo a Quioto. Com a idade de treze anos, Hayashi começou a praticar artes marciais com a modalidade do judô, no dojô Kusunogibukan. No estabelecimento permaneceu até completar dezoito anos, quando acontecia a Segunda Guerra Mundial e, sendo maior, teve que se alistar, tendo permanecido em Kyushu até o fim da guerra.
Findo o conflito mundial, Hayashi começou a estudar caratê com o Mestre Kosei Kuniba, que era discípulo do Mestre Kenwa Mabuni, fundador do estilo shito-ryu. O apreço pela arte marcial foi tanto que, ladeado pelo colega Shogo Kuniba, viajou até Oquinaua, no esforço de buscar maiores conhecimentos e ter contato mais próximo com as origens do caratê e do kobudô.
Mestre Hayashi ingressa no dojô de Shoshin Nagamine, o fundador da escola Matsubayashi-ryu, com quem aprende técnicas avançadas de caratê e kobudô. Eventualmente, chegou-lhe aos ouvidos sobre a fama de Kenko Nakaima, o líder do estilo Ryuei-ryu, levando-lhe a buscar ingressar naquela escola.
À época, fim da década de 1950, o estilo Ryuei-ryu ainda era uma escola fechada, cujas técnicas somente eram ensinadas aos membros da família Nakaima. Após mais de ano de insistentes tentativas, o mestre foi aceito como aluno, tornando-se uma das primeiras pessoas a treinar o estilo fora da família Nakaima. Sob o peso de tal responsabilidade, Hayashi dedicou-se profundamente ao treinos, impressionando o mestre com suas habilidade e força dos golpes.
Com o aprendizado apurado, Teruo Hayashi conseguiu, além de reputado de muito habilidoso, ser conhecido com má fama por causa da antiga prática de Dojo yaburi, na qual um carateca desafia um dojô, desde o menos graduado até chegar ao mestre, e, caso seja vencido, pede para que seja aceito aluno no referido dojô. Como Hayashi teria desafiado muitas escolas, passou a ser mal visto em Oquinaua.
Achando concluída sua formação na ilha que era o berço do caratê, Hayashi decidiu voltar para o Japão e começar sua própria escola, na qual ele compilaria dentro de seu estilo materno, Shito-ryu, todos aqueles outros conhecimentos aprendidos em Oquinaua. Assim, seu estilo pretende ser harmonioso, destacando a variedade das técnicas da arte marcial, numa linhagem muito rica que consegue praticar desde as técnicas de soco até projeções. Essa riqueza de conteúdo também é vista na ampla gama de kata que praticam, que foram incorporados dos mestres com que teve contato.
Ele serviu como presidente Técnico da União Mundial de Organizações de Caratê, depois reorganizada como Federação Mundial de Caratê. Em 1995, recebeu seu nono dan e até 24 de setembro de 2004, quando ele morre, ele atuou como Presidente do Conselho aposentado de Arbitragem da WKF. Em reconhecimento ao seu extenso trabalho no desenvolvimento do caratê como disciplina, a JKA outorgou-lhe 10º dan post mortem.
Mestre Hayashi faleceu no dia 24 de setembro de 2004, em Osaca, por complicações decorrentes de um câncer de pulmão.

## Discípulos
- Teruo Hoshino, neto do Yuukichi Hoshino, dono da faculdade hoshino, faleceu em 1975, desenvolveu a técnica de 8 dan ryu-ken quando ainda era treinado por Sensei Hayashi. Foi duas vezes campeão nacional de caratê shotokan e um vice, perdendo apenas para o campeão chinês de kung fu, na época, Jet Li. Foi parar no boxe, sendo seriamente lesionado no nariz pelo então desconhecido Mike Tyson.[carece de fontes?]